# 17q12微缺失综合征
17q12微缺失综合征（英語：17q12 microdeletion syndrome），又称17q12缺失综合征，是一种罕见的染色体异常，由17号染色体长臂区域的少量物质缺失引起。其典型特征是HNF1B基因缺失，导致肾脏异常、肾囊肿和糖尿病综合征。它还具有神经认知效应，并被认为是自闭症和精神分裂症的遗传因素。
17q12微缺失综合征與「17q12微重复综合征」（17q12 microduplication syndrome）為不同疾病，17q12微重复综合征由在微缺失中移除的同一区域添加遗传物质引起。另一種名稱相像的不同疾病則是又稱為库伦综合征的「17q21.31微缺失综合征」。

## 表现
17q12微缺失具有不同的表型，有些症狀輕微到沒什麼症狀，有些則造成严重残疾。由於很多輕症在臨床上不易發現，實際上的病例應該比目前已知的多，很多病人都是到子女發病才發現自己罹病。最典型的症状是肾囊肿-糖尿病综合征，也称为“年轻人成年型糖尿病5型”，由该区域相关HNF1B基因缺失引起。肾囊肿-糖尿病综合征与肾脏异常和导致胰腺萎缩的糖尿病的一种特征形式有关。但一些17q12微缺失的人肾功能正常。约40%的17q12微缺失患者通常在25岁之前诊断为肾囊肿-糖尿病综合征，而肾脏异常更广泛地发生在约85-90%。
17q12微缺失的人具有特征性的面部表型，微妙，在日常生活中通常不明显。巨头畸形很常见，伴有高拱形眉毛、颧骨区扁平和内眦赘皮。可能会出现病理性身材矮小，在许多病例中会出现特征性的“矮胖”体型。
17q12微缺失与不同严重程度的神经认知和发育相关。有些人有轻度至中度智力障碍；这种损伤并非普遍存在。平均智力在平均到低平均范围内。语音发展迟缓很常见，与智力功能无关。17q12微缺失与神经发育之间最显著的联系是孤独症谱系障碍的发病率升高，诊断和亚临床孤独症特征显著增加。17q12微缺失被认为是高功能孤独症谱系障碍的主要遗传原因之一。精神分裂症也是17q12微缺失综合征的重要精神并发症。据估计，每1600名精神分裂症患者中约有1人发生17q12微缺失，而在一般人群中，这一数字估计低于1/50000。癫痫通常较轻，约有三分之一的病例发生。17q12微缺失与生殖系统异常有关，尤其是在女性中。17q12微缺失与子宫畸形有关，最常见的是苗勒管发育不全，子宫和部分阴道管缺失。

常染色体显性遗传

## 病因
17q12微缺失综合征是一种常染色体显性遗传疾病，相关突变的一个拷贝足以引起这种疾病。大多数病例是先证者父母未发生的新生或自发突变；大约75%是新生的，25%是遗传的。生育能力正常的17q12微缺失者有50%的几率将缺失遗传给后代。该综合征与环境因素无关。

## 诊断
与其他染色体微缺失一样，17q12微缺失综合征通过荧光原位杂交诊断。用于诊断非整倍体等主要染色体疾病的传统核型分析很少敏感到足以检测微缺失。

## 治疗
由于基础的17q12微缺失是一种先天性遗传疾病，因此无法单独治疗。治疗是对症和支持性的。肾脏疾病的高发病率表明对肾功能进行常规监测，尤其是在服用锂等潜在肾毒性药物的人群中。17q12微缺失综合征的共病需要谨慎治疗；例如，糖尿病风险的增加需要对肾移植患者的移植后糖尿病进行严格监测，同样需要对精神健康诊断患者服用抗精神病药物后体重增加和糖尿病的风险进行严格监测。

## 流行病学
17q12微缺失综合征的患病率未知，很可能诊断不足。据估计，17q12微缺失发生在自闭症谱系约600人中有1人，精神分裂症约1600人中有1人，但在一般人群中更为罕见。一般流行率估计在14000分之一到62500分之一之间。
除了自闭症和精神分裂症的发病率增加外，其他一些临床人群也增加了17q12微缺失综合征的发病率。发生在大约2%的先天性肾脏异常患者和3-6%的苗勒管发育不全妇女中。它是特发性发育迟缓儿童中最常见的十种微缺失之一。

## 微重复
17q12微重复综合征远比相应的微缺失罕见，估计发生频率约为17q12微缺失综合征的五分之一。由于其罕见性和它们的表型之间的重叠，17q12微重复通常被作为微缺失的补充来讨论。与微缺失综合征一样，微重复综合征具有广泛的表型范围，从无症状到严重残疾； 智力残疾通常但并不总是比微缺失更严重，而身体健康往往更好。癫痫是一个常见的发现。已经报告了一个性逆转的病例。有报道称自闭症与17q12微重复共病，但似乎比微缺失更为罕见。与17q12微重复综合征相关的身体异常包括并指、小头、内眦赘皮和浓眉或连心眉。17q12微重复似乎具有低外显率，许多病例是父母隐性遗传的。